# Dayco
Dayco è azienda statunitense leader globale nella ricerca, progettazione, produzione e distribuzione di sistemi di trasmissione di motori e servizi aftermarket per automobili, camion, macchinari edili, agricoli e industriali.

## Storia
La Dayco, acronimo di Dayton Corporation, fondata il 17 maggio 1905 a Dayton, Ohio, USA con il nome di Dayton Rubber Manufacturing Company, attualmente con sede a Roseville, nello Stato del Michigan, progetta, produce e distribuisce tubi flessibili e cinghie dentate in gomma, tenditori, pulegge, raccordi e adattatori per automobili, mezzi pesanti e macchine industriali, offre anche kit di componenti pronti per il montaggio finale, oltre a tutta l'attrezzatura e la documentazione per l'installazione, il montaggio e la taratura dei componenti.
La società è stata precedentemente nota come Dayco Corporation e ha cambiato il suo nome in Dayco Product LLC nel 1986. Nel 1993 avviene la svolta per l'azienda, infatti acquista dalla Pirelli per 170 miliardi di lire la divisione PTI Spa (Pirelli Trasmissioni Industriali Spa), proprietaria, tra l'altro, del marchio Isoran, mossa che farà diventare la Dayco leader mondiale nel settore della trasmissione di potenza.
In base agli accordi, per i primi cinque anni dalla cessione i prodotti avevano il doppio marchio congiunto, Dayco-Pirelli o Dayco-Isoran, dopo tale periodo tutti i prodotti hanno marchio Dayco e/o Isoran o hanno il solo marchio del committente.
La Dayco possiede 18 stabilimenti, di cui 5 in Italia, 12 centri di distribuzione, di cui 2 in Italia, e 6 centri di ricerca e sviluppo, di cui 2 in Italia, con una forza lavoro superiore ai 4.000 dipendenti.